# Guðni Bergsson
Guðni Bergsson (* 21. Juli 1965 in Reykjavík) ist ein ehemaliger isländischer Fußballspieler und Funktionär. Als Innenverteidiger gewann er zunächst mit Valur Reykjavík zwei isländische Meisterschaften und einmal den Pokal, bevor er sich im englischen Fußball bei Tottenham Hotspur versuchte und anschließend bei den Bolton Wanderers mit 319 Pflichtspielen zu einer festen Größe wurde. Er absolvierte dazu 80 A-Länderspiele für Island und war damit bis Ende der 1990er-Jahre Rekordnationalspieler seiner Nation. Nach dem Ende seiner Karriere wechselte er in den Funktionärsbereich und war zwischen 2017 und 2021 Präsident des isländischen Fußballverbands („KSÍ“).

## Sportlicher Werdegang

### Über Reykjavík und München nach London
Guðni Bergsson begann seine sportliche Laufbahn in der isländischen Heimat bei Valur Reykjavík und gewann in den Jahren 1985 und 1987 jeweils die isländische Meisterschaft und zuletzt 1988 den isländischen Pokal. Da er auch in der isländischen Nationalmannschaft seit 1984 eine feste Größe war, galt er als einer der besten Fußballer seines Landes und so versuchte er zunächst in der Saison 1987/88 auf Leihbasis beim TSV 1860 München in der deutschen Bayernliga Fuß zu fassen. Dort erhofften sich die „Löwen“, in dem stämmigen Innenverteidiger einen Stabilisator für die Defensive zu finden. Dieser konnte jedoch die Erwartungen nicht erfüllen und nach gerade einmal drei Einsätzen musste er München wieder verlassen.
Im Dezember 1988 zog es ihn nach England zum Erstligisten Tottenham Hotspur. Dort erwartete Trainer Terry Venables von Guðni, der nun primär als Außenverteidiger agierte, für mehr Konkurrenzkampf um die Plätze in der Vierer-Abwehrkette zu sorgen. Er debütierte am 26. Dezember 1988 beim 0:0 daheim gegen Luton Town und in der Folgezeit tat er sich schwer mit der Anpassung an die neue Umgebung. Nach einer Abwärtsspirale mit nur einem Sieg in sieben Spielen, fiel Guðni einer mannschaftlichen Umstrukturierung zum Opfer. Als er aus dem Team genommen wurde, fanden die „Spurs“ in die Erfolgsspur zurück mit sechs Siegen und zwei Remis aus den folgenden neun Partien. Nach nur einem weiteren Einsatz in der Debütsaison 1988/89 schloss Tottenham auf einem versöhnlichen sechsten Platz ab, jedoch sorgte die Verpflichtung von Pat Van Den Hauwe aus Everton für weitere Konkurrenz auf der Außenverteidigerposition, so dass sich Guðni zumeist auf der Ersatzbank wiederfand. Seine Geduld zahlte sich dann in den letzten acht Saisonspielen aus und mit sieben Siegen schlossen die Spurs auf einem beachtlichen dritten Rang ab. Damit hatte er Trainer Venables vorerst überzeugt und so begann der Isländer zu Beginn der Saison 1990/91 als Stammspieler auf der rechten Abwehrseite. Nach einer Verletzung aus dem 2:1-Heimsieg gegen Aston Villa verlor er jedoch seinen Stammplatz an Mitchell Thomas. Im weiteren Verlauf der Spielzeit kam er nur noch auf fünf weitere Einsätze, wobei er gegen den FC Wimbledon sein erstes Ligator für die Spurs schoss, die Partie dennoch mit 1:5 verlor. Zum FA-Cup-Sieg 1991 steuerte er nichts bei, weder in den Runden auf dem Weg ins Finale noch zum 2:1-Endspielsieg gegen Nottingham Forest.
In der Saison 1991/92 feierte Guðni unter dem neuen Trainer Peter Shreeves sein Comeback und bestritt 28 von 42 Erstligapartien, mit seinem zweiten Spurs-Tor nach Einwechslung beim 3:1 bei Nottingham Forest. Dass die Rückkehr nicht nachhaltig war, zeigte sich in der ersten Premier-League-Saison 1992/93, in der der Isländer unter der Regentschaft von Ray Clemence und Doug Livermore nur fünf Mal von der Ersatzbank kam. Da er zudem unter Rückproblemen litt, kehrte er in die isländische Heimat zurück, blieb aber noch bis März 1995 vertraglich an Tottenham gebunden. Für die Ablösesumme von 65.000 Pfund schloss er sich dann dem Zweitligisten Bolton Wanderers unter Trainer Bruce Rioch an.

### Bolton Wanderers
Als Guðni bei den Spurs der Abschied nahegelegt wurde, begann er ein Jurastudium. Auf der Suche nach einem neuen Klub spielte er zunächst bei Crystal Palace vor, bevor dies Boltons Trainer Bruce Rioch auf den Plan rief, der sich verwundert zeigte, dass ein etablierter Nationalspieler wie Guðni Schwierigkeiten hatte, einen neuen Verein zu finden. Für anfänglich 65.000 Pfund (und bis zu 110.000 Pfund in Abhängigkeit künftiger Einsatzzahlen) wechselte er dann von Tottenham nach Bolton. Dort debütierte er auf der großen Bühne im Wembley-Stadion im Endspiel des Ligapokals gegen den FC Liverpool. Hier wurde er für Scott Green Mitte der zweiten Halbzeit eingewechselt, nachdem Green mit dem zweifachen Torschützen Steve McManaman große Probleme gehabt hatte. Mit seinem ersten Ballkontakt flankte Guðni auf Alan Thompson, der auf 1:2 verkürzte – dies war jedoch gleichzeitig der Endstand.
Der positive Einstand leitete eine erfolgreiche Ära von Guðni bei den Bolton Wanderers ein und mit seinen abgeklärten und selbstbewussten Darbietungen sorgte er für Stabilität in der Abwehr und stieg mit dem neuen Klub nach Ablauf der Saison 1994/95 in die Premier League auf. Dort war er in der Spielzeit 1995/96 ein Stabilisator in der ansonsten wackligen Defensive und schoss wichtige Tore gegen Newcastle United, Leeds United und vor allem den Ex-Klub Tottenham beim 2:2 an der White Hart Lane. Unglücklicherweise reichte dies nicht für den Klassenerhalt und Bolton stieg als Tabellenletzter ab. Er blieb dem Klub auch in der folgenden Saison 1996/97 treu und dies wurde belohnt mit dem Gewinn der Zweitligameisterschaft, die die umgehende Rückkehr in die Premier League bescherte. Persönlicher Höhepunkt war sein „Doppelpack“ beim 7:0-Kantersieg gegen Swindon Town. Ein weiteres Mal konnte die Mannschaft jedoch den Klassenerhalt nicht sichern, wenngleich dieses Mal nur sehr knapp aufgrund der schlechteren Tordifferenz gegenüber dem FC Everton. Ein besonders spektakuläres Weitschusstor war ihm dabei am 26. Dezember 1997 gegen den Mitkonkurrenten FC Barnsley gelungen, wenngleich das 1:1-Remis am Ende beide Vereine nicht zufrieden stellte.
Nach dem Abstieg kämpfte Guðni in der Saison 1998/99 mit einer Reihe von Verletzungen und in seiner Abwesenheit vertraten ihn mit Mark Fish, Andy Todd, Jon Newsome und Paul Warhurst zahlreiche Verteidiger im Abwehrzentrum. Gerüchte bezüglich eines bevorstehenden Abgangs von Guðni waren aber letztlich substanzlos. Stattdessen führte er Bolton in der Saison 1999/2000 in drei heimischen Wettbewerben ins Semifinale, war aber in allen Begegnungen unterlegen. Zunächst verlor Bolton im Ligapokal gegen die Tranmere Rovers und als die Niederlage gegen Aston Villa im FA Cup folgte, zog sich Guðni eine Oberschenkelverletzung zu. Im Halbfinale der Play-offs stand Bolton Ipswich Town gegenüber und beim Showdown in Ispwich (nach einem 2:2 im Hinspiel) verlor Bolton mit 3:5. In der kontroversen Partie wurden 12 Verwarnungen gegenüber Bolton-Spielern ausgesprochen, dazu rote Karten für Robbie Elliott und Mike Whitlow sowie drei umstrittene Elfmeter für Ipswich. Unter dem Eindruck der Enttäuschung schien der Abschied des mittlerweile 35-jährigen Guðni bevorzustehen.
Es bedurfte der Überzeugungskräfte des neuen Trainers Sam Allardyce, der Guðni dazu überredete, noch ein Jahr anzuhängen. Die Beteiligten wurden nicht enttäuscht und ihm gelangen nicht nur 10 Pflichtspieltore in der Saison 2000/01. Dazu zeigte er an der Seite von Whitlow und Colin Hendry beständig gute Leistungen, die nunmehr mit dem Aufstieg in die Premier League nach einem 3:0-Playoff-Erfolg gegen Preston North End belohnt wurden. In seinen letzten beiden Karrierejahren kämpfte Bolton jeweils gegen den Abstieg und konnte diesen, wenngleich nur knapp, bewerkstelligen.

## Nach der aktiven Karriere
Nach dem Ende seiner Fußballerlaufbahn arbeitete Guðni als Anwalt und in den isländischen TV-Sendungen Boltinn með Guðna Bergs und 4-4-2. Bei besonderen Gelegenheiten lief er für die Veteranen-Mannschaft der Bolton Wanderers auf, zum Beispiel anlässlich eines Benefizspiels von Jussi Jääskeläinen.
Im März 2012 wurde er und ein Anwaltskollege von einem Mann mit einem Jagdmesser angegriffen. Dabei verletzten Guðni zwei Einstiche am Bein. Ende Juni 2012 wurde der Täter zu 14 Jahren Gefängnis verurteilt und Guðni eine Entschädigung von 800.000 isländischen Kronen zugesprochen.
Im Februar 2017 wurde Guðni zum neuen Präsidenten des isländischen Fußballverbands gewählt. Dieses Amt behielt er bis Ende August 2021, als er in Folge einer ihm angelasteten Vertuschung eines Missbrauchsskandals im isländischen Fußball zurücktrat.

## Titel/Auszeichnungen
- Isländische Meisterschaft (2): 1985, 1987
- Isländischer Pokal (1): 1988